# Jonas Andries van Praag
Jonas Andries van Praag (* 26. Februar 1895 in Amsterdam; † 30. Oktober 1969 ebenda) war ein niederländischer Romanist und Hispanist.

## Leben und Werk
Praag, der im Wertpapiergeschäft arbeitete, wurde von seinem Kunden Jean-Jacques Salverda de Grave für die Universität abgeworben und 1922 promoviert mit der Arbeit La comedia espagnole aux Pays-Bas au XVIIe et au XVIIIe siècle (Amsterdam 1922). Praag wurde 1927 an der Universität Amsterdam der erste holländische Privatdozent für Spanisch überhaupt und 1930 Lektor (Dozent). Gleichzeitig war er von 1931 bis 1933 und von 1939 bis 1941 Privatdozent an der Universität Groningen sowie 1928 an der Universität Leiden.
In Amsterdam initiierte er die Verleihung der Ehrendoktorwürde an Ramón Menéndez Pidal. 1941 wurde er als Jude (durch die deutschen Besatzer) aus seinem Amt entfernt und am 7. Mai 1945 wieder eingesetzt. Er war ab 1948 außerordentlicher und ab 1951 ordentlicher Professor für Spanisch (emeritiert 1966).
Praag übersetzte Romane von Julio Cortázar und Miguel Angel Asturias.
Praag war korrespondierendes Mitglied der Real Academia Española (1952).

## Weitere Werke
- (mit B.J. Fernández de la Mata) Spaans lees- en vertaalboek, Amsterdam 1953–1965
- Beknopte geschiedenis der Spaanse letterkunde, 3 Bde., Amsterdam 1955–1960
- Spaanse grammatica, Den Haag 1957
- Spelenderwijs Spaans: een handleiding voor zelfstudie van de Spaanse taal, Amsterdam 1958
- Los sefarditas de Ámsterdam y sus actividades, Madrid 1967
- (Hrsg.) Meesters der Argentijnse vertelkunst, Amsterdam 1973